# Schizocosa humilis
Schizocosa humilis là một loài nhện trong họ Lycosidae.
Loài này thuộc chi Schizocosa. Schizocosa humilis được Richard C. Banks miêu tả năm 1892.